# David Chiu
David Chiu (23 augustus 1960) is een in China geboren Amerikaans professioneel pokerspeler. Hij won in zowel 1996, 1998, 2000, 2005 als 2013 een van de jaarlijkse WSOP-toernooien. Daarnaast pakte hij in april 2008 zijn eerste WPT-titel door het Season 6 WPT Championship op zijn naam te schrijven. Chiu won tot en met juni 2014 meer dan $7.750.000,- in pokertoernooien, cashgames niet meegerekend.
Door een verwonding die Chiu als kind opliep, leed hij een gehoorverlies van 35% in allebei zijn oren. Hijzelf denkt dat de concentratie die het hem kostte om zijn verlies te compenseren hem leerde om tegenstanders te lezen.

## Wapenfeiten
Chiu won in april 2008 zijn eerste WPT-titel (het $25,000 No Limit Hold'em - Championship Event), nadat hij daar in februari 2003 al eens dicht bij was geweest. Hij bereikte toen de laatste drie op het WPT Invitational Tournament, maar legde het vervolgens af tegen Jerry Buss en toernooiwinnaar Layne Flack. Met zijn zege in 2008 streek hij $3.389.140,- op, de hoogste hoofdprijs in dat seizoen van de WPT.
Chui won eerder al vier WSOP-toernooien in drie verschillende speltypes. Zijn eerste twee WSOP-titels haalde hij in 1996 en 1998 met Hold 'em, de derde in 2000 met 7 card stud en de vierde in 2006 met Omaha High/Low. Daarnaast won hij onder meer het eerste Tournament of Champions in 1999 en het $500 Limit Hold'em-toernooi van de L.A. Poker Classic.

## WSOP-zeges
| Jaar | Toernooi               | Prijs      |
| ---- | ---------------------- | ---------- |
| 1996 | $2.000 Limit Hold'em   | $396.000,- |
| 1998 | $3.000 Limit Hold'em   | $205.200,- |
| 2000 | $5.000 Seven Card Stud | $202.000,- |
| 2005 | $5.000 Omaha Hi/Lo     | $347.410,- |
| 2013 | $2.500 Seven Card Stud | $145.520,- |